# Arturo Acuña
Arturo Acuña Quezada (Valparaíso, 26 de febrero de 1881-Valparaíso, 17 de septiembre de 1945) fue un ingeniero de la marina mercante y futbolista chileno que se desempeñaba como delantero. Fue uno de los fundadores de Santiago Wanderers, además de su capitán, entrenador, dirigente y socio activo.
Fue uno de los once jugadores que disputaron el primer encuentro de la selección chilena, en un encuentro amistoso previo a la Copa Centenario Revolución de Mayo de 1910 frente a Argentina.

## Trayectoria
Nació en la calle Cajilla, en la confluencia de los cerros Toro y Santo Domingo. Creció entre las calles del Barrio Puerto, donde veía en conjunto con sus amigos a marineros británicos practicar football. Junto con otros jóvenes porteños, el 15 de agosto de 1892, decidieron fundar su propio club, al que denominaron Santiago Wanderers.
En las primeras competencias oficiales del club, que disputaba contra otros conjuntos integrados de forma mayoritaria por chilenos, Acuña fue elegido como capitán del equipo. En 1901 el club ingresó a la competitiva Football Association of Chile, con Arturo Acuña como su figura. En 1902 era seleccionado para el clásico encuentro anual «Chile» contra «Mundo», y desde ahí fue recurrente miembro de los seleccionados de Valparaíso en sus partidos frente a Santiago.
En la final de la liga de Valparaíso, en la que Santiago Wanderers derrotó por 2-1 a Badminton, Acuña marcó uno de los goles que significaron el primer triunfo para el club en esta competencia. Junto a Wanderers también alcanzó el campeonato en las denominadas Olimpiadas Nacionales de 1909, y en el segundo campeonato de la liga de Valparaíso en ese mismo año.
En 1911 dejó el primer equipo para seguir ligado a la institución como dirigente, entrenador y socio, y tras su retiro la institución lo nombró como «capitán honorario». Ejerció como ingeniero de la marina mercante y participó como miembro de varias instituciones sociales y deportivas. Sin dejar descendencia tras haberse casado dos veces, falleció en 1945 aquejado de cáncer.
En el año 2021 se instaló en la sede de Santiago Wanderers un gran cuadro de Acuña como homenaje.

## Selección nacional
Acuña fue uno de los once integrantes del primer encuentro de la selección chilena, disputado el 27 de mayo de 1910 en Buenos Aires frente a Argentina. Este duelo, en el que Chile se inclinó por 1-3, era un amistoso previo a la Copa Centenario Revolución de Mayo. Acuña no estaba considerado para el viaje a Argentina, pero debió reemplazar al talquino Arturo Valenzuela que tuvo que abandonar por razones médicas.
Por el torneo oficial, Acuña participó en el encuentro frente a Uruguay del 30 de mayo. Su último partido fue un amistoso no oficial frente a Alumni, en donde convirtió un gol.

### Partidos internacionales
| 1     | 27 de mayo de 1910 | Cancha Belgrano Athletic Club, Buenos Aires, Argentina | Argentina  | 3-1 | Chile | Amistoso                           |
| 2     | 29 de mayo de 1910 | Cancha de Colegiales, Buenos Aires, Argentina          | Uruguay    | 3-0 | Chile | Copa Centenario Revolución de Mayo |
| Total |                    |                                                        | Presencias | 2   |       |                                    |

| 1     | 8 de junio de 1910 | Cancha Belgrano Athletic Club, Buenos Aires, Argentina | Alumni     | 2-2 | Chile |   | Amistoso |
| Total |                    |                                                        | Presencias | 1   | Goles | 1 |          |

## Clubes
| Club               | País  | Año       |
| ------------------ | ----- | --------- |
| Santiago Wanderers | Chile | 1892-1911 |

## Palmarés

### Campeonatos locales
| Título                          | Club               | Año  |
| ------------------------------- | ------------------ | ---- |
| National Football Association   | Santiago Wanderers | 1897 |
| Challenger Football Association | Santiago Wanderers | 1899 |
| National Football Association   | Santiago Wanderers | 1900 |
| Liga Valparaíso                 | Santiago Wanderers | 1907 |
| Copa Sporting                   | Santiago Wanderers | 1907 |
| Olimpiadas Nacionales           | Santiago Wanderers | 1909 |
| Liga Valparaíso                 | Santiago Wanderers | 1909 |